# Moonraker (película)
Moonraker (titulada 007: Misión espacial en México) es la undécima película de la saga de películas de James Bond, estrenada en 1979 y la cuarta en protagonizar Roger Moore como el agente secreto del MI6 James Bond. La tercera y última película de la serie en ser dirigida por Lewis Gilbert, fue coprotagonizada por Lois Chiles, Michael Lonsdale, Corinne Clery y Richard Kiel.
Moonraker fue pensada por su creador, Ian Fleming para convertirse en una película incluso antes de que él terminara la novela en 1954, puesto que él la basó en el manuscrito de un guion que había escrito antes. Se preveía el estreno de For Your Eyes Only pero tras el enorme éxito de Star Wars: Episodio IV - Una nueva esperanza el productor Albert R. Broccoli decidió estrenar primero Moonraker. Cuestiones presupuestarias causaron que la película fuera rodada principalmente en Francia, con localizaciones también en Italia, Brasil, Guatemala y Estados Unidos. Los escenarios de Pinewood Studios en Inglaterra, utilizados tradicionalmente para la serie, solo fueron utilizadas por el equipo de efectos especiales.
Moonraker destacó por su alto costo de producción de 34 millones de dólares, gastando casi dos veces tanto como su predecesor La espía que me amó, recibiendo críticas poco favorables. Sin embargo, los efectos visuales de la película fueron elogiados, con Derek Meddings siendo nominado para el Óscar a los mejores efectos visuales y la película finalmente se convirtió en la película más taquillera de la serie con $210 300 000 en todo el mundo, un récord que permaneció hasta GoldenEye de 1995.

## Argumento
En la secuencia previa a los títulos de crédito, un Transbordador espacial, Moonraker, es llevado desde Estados Unidos a Gran Bretaña en un Boeing 747, pero intrusos infiltrados roban la nave provocando la destrucción la del avión que la transportaba. M (Bernard Lee), al enterarse, ordena llamar a James Bond (interpretado por Roger Moore), quien volvía en avión de una misión en África. Bond, durante el viaje, tiene un ocasional romance con la azafata del jet (Leila Shenna) quien, en complicidad con el piloto (Jean-Pierre Castaldi), intentan matarlo destruyendo los instrumentos del avión y pensando en dejar a Bond a bordo. Bond lucha con el piloto y hace que aquel caiga de la aeronave, pero Jaws (Richard Kiel) sorpresivamente empuja a Bond, quien cae sin paracaídas. 007 logra llegar al piloto y le arrebata su paracaídas en plena caída libre, Jaws también se arroja y lo alcanza pero Bond activa su equipo y escapa antes de que Jaws lo matase; este intenta abrir su paracaídas, pero al no lograrlo, cae sobre la carpa de un circo, cuya red de seguridad logra que se salve.
Ya en la película, Bond llega al cuartel del MI6, donde lo esperan M, Q (Desmond Llewelyn) y el ministro de defensa, Sir Frederick Gray (Geoffrey Keen), quienes le alertan sobre la desaparición de la Moonraker. Q demuestra que el avión que transportaba el transbordador había quedado destruido sin rastro alguno, mientras que la versión oficial decía que el avión se había estrellado junto con la nave. Bond es enviado a California, sede de las Industrias Drax, diseñadoras de la Moonraker, cuyo dueño es empresario Hugo Drax (Michael Lonsdale), para ofrecer disculpas por el siniestro. Q anteriormente había dado a Bond un brazalete que dispara diez dardos, (cinco de los cuales eran azules y podían perforar una armadura con su punta azul y cinco con una punta roja que tenían cianuro capaz de matar a una persona en 30 segundos). Bond llega a California transportado en helicóptero por la hermosa piloto, Corinne Dufuour (Corinne Clery). Corinne, durante el trayecto, le muestra las instalaciones y la residencia de Drax, quien lo recibe en su salón de música. En la entrevista, Drax le hace saber que la nave Moonraker no solo se construyó en California, sino también en empresas subsidiarias en otros países. Corinne lleva a Bond con la Dra. Holly Goodhead (Lois Chiles) y Drax, como sospechaba de Bond (pues comentó la desaparición de la nave), ordena a su mano derecha Chang (Toshiro Suga) que se deshiciera de él. Bond se presentó ante la Dra. Goodhead quien lo lleva por las instalaciones hasta una máquina centrífuga (utilizada para exponer a los astronautas a fuerzas de aceleración extremas), y Chang le dice a Goodhead que llamara a Drax mientras le pedía al supervisor del simulador que se ausentase. Chang modifica las conexiones de la centrífuga con lo cual aumentó la aceleración para matar a Bond. Este, con su brazalete de dardos, dispara uno certeramente y detiene la máquina antes de que lo matase. Bond sale de ella muy mareado y con la certeza de que Chang tenía la intención de asesinarlo. Bond pasa esa noche en la residencia de Drax, y seduce a Corinne, quien poco sabía de que Drax pudiera ser sospechoso del robo de la nave. Bond se dirige al despacho de Drax y allí descubre una caja fuerte secreta en la que había planos secretos de la cristalería Venini, los cuales fotografía. Bond y Corinne no saben que eran vigilados por Chang al salir del despacho. Al día siguiente, Bond se reúne con Drax en una sesión de cacería de faisanes. En ésta, Drax pone a prueba a Bond al hacerle cazar uno, cuando poco antes había dispuesto que un francotirador se escondiera en un árbol para asesinarlo. Pero Bond, en lugar de disparar al ave, abate al francotirador. Tras la partida de Bond hacia al aeropuerto, Drax, al saber que Corinne había estado con Bond la noche anterior en su despacho, la despide al tiempo que Chang suelta a sus perros Beauceron, los cuales corren tras ella, matándola.
Posteriormente, 007 viaja a Venecia a investigar dónde se encontraba el laboratorio de Drax. Allí tiene los primeros indicios de su plan acompañado de su gondolero Franco (Claude Carliez) y el agente se dirige a la Cristalería Venini, donde 007 descubre que elaboraban una rara especie de vasos hexagonales según el plano fotografiado en la mansión de Drax. Enseguida, va al museo de la cristalería y allí descubre a Goodhead, a quien sigue. La doctora argumenta que el motivo de su visita era una conferencia en Venecia. Bond al rato pasea por un canal con Franco en su góndola, pero secuaces de Drax intentan matarlo con un lanzador profesional de cuchillos, que mata primero a Franco. Bond, tras neutralizar al cuchillero matándolo a su vez, debe huir de otros dos asesinos que emprenden su persecución por los canales, para lo cual transforma su góndola primero en lancha y luego en "hoovercraft", con lo que escapa por la Piazza San Marco. Esa misma noche, Bond se infiltra en los laboratorios de la Cristalería Venini. En éstos, observa que varios científicos crean un gas altamente tóxico, del cual recoge un tubo con una muestra y, tras esconderse de los científicos, observa que a éstos, accidentalmente, se les resbala un tubo de gas, quebrándose y mueren instantáneamente, en tanto que las ratas no. Al salir del laboratorio,  se encuentra con Chang, quien le da pelea a Bond, vestido de Kendō. Durante el encuentro se destruyen casi todos los valiosos artículos de cristalería del museo, hasta que llegan a una pequeña bodega en la torre de un reloj; en la cual Bond descubre varias cajas con destino a Río de Janeiro; Chang procura matarlo con una cadena, pero Bond, sin embargo, logra arrojarlo de la torre; y Chang cae sobre un piano en medio de la plaza donde se ejecutaba un pequeño concierto hallando así la muerte. Bond lo "despide" con la famosa frase "Play it again, Sam" de la película Casablanca. 
Tras dirigirse al hotel que hospeda a Goodhead, descubre que ella es agente de la CIA y pasan la noche juntos. A la mañana siguiente, Bond, M y Gray, se dirigen al laboratorio donde había descubierto el gas letal, pero para sorpresa de los tres, solo estaba Drax en su despacho, quien se mostró falsamente sorprendido al ver a Bond, el ministro y M, ingresar con máscaras antigás, lo cual atribuyó sarcásticamente al humor inglés. Avergonzado, el ministro pide a M relevar al agente de la misión. Bond le muestra a M el tubo con el gas letal para que Q lo investigue con sumo cuidado. Drax enterado de la muerte de Chang, ordena modificar el curso de la mercancía por otra vía y se complace en contratar a Jaws en reemplazo de Chang.
En Río de Janeiro, Brasil, Bond es recibido en un hotel por una hermosa agente de la Estación VH llamada Manuela (Emily Bolton), quien ayuda a Bond en su misión de averiguar sobre el extraño cargamento de Drax que Bond había visto en la torre de reloj en Venecia. En justo pleno Carnaval de Río de Janeiro, mientras el agente explora la bodega encontrando solo el sello del Transporte Aéreo Drax, Manuela intenta hacerle frente a Jaws, pero, cuando Bond trata de enfrentarlo, los carnavaleros se pierden con Jaws y Bond lleva a Manuela al hotel. Al día siguiente, Bond llega al teleférico de Río, desde donde vigila el aeropuerto observando un avión de las Industrias Drax y, sorpresivamente, se encuentra nuevamente con Goodhead. Ambos, a regañadientes, aceptan trabajar juntos. Cuando la doctora y Bond bajan por el teleférico, Jaws los detiene (con la complicidad de otro matón) e intenta asesinar a ambos agentes, pero reducen a Jaws a la cabina del teleférico y escapan mediante una cadena, que les permite bajar por el cable, pese a que el cómplice de Jaws activa la máxima velocidad del teleférico para evitar que escapen; un salto a tiempo los salva, mientras Jaws se estrella a gran velocidad más allá de la cabina y queda atorado en la rueda de los cables; allí es salvado por una pequeña y hermosa joven rubia llamada Dolly (Blanche Ravalec) y ambos se enamoran a primera vista. Bond y Goodhead mientras se besaban son secuestrados por falsos paramédicos al servicio de Drax pero Bond logra escapar en plena pelea con uno de los secuestradores y sin poder rescatar a Goodhead.
Bond vestido de gaucho llega a un pequeño cuartel del MI6 cuya fachada es un monasterio y es recibido por Q, ambos se dirigen al despacho de M donde descubren que el líquido descubierto por Bond en Venecia es un gas letal nervioso salido de una rara especie de orquídea negra cuyos efectos solo hacen daño al ser humano y no a plantas y/o animales. Bond se embarca en el río Tipperapi en el Amazonas donde es perseguido por sicarios de Drax comandados por Jaws, Bond les hace frente y al llegar a las Cataratas del Iguazú (filmado en ambos lados tanto Argentina como Brasil) escapa en un planeador hacia un bosque siguiendo a una bella mujer a un antiguo templo (que es el Templo del Gran Jaguar de Tikal en Guatemala) donde se encuentra con la base de Drax. Bond cae a una alberca donde una pitón intenta matarlo pero usando el bolígrafo aguja (que contenía un veneno especial) de Goodhead, Bond mata al reptil y escapa. Finalmente es capturado y llevado por Jaws y Drax, descubre que desde ahí lanza naves espaciales similares al Moonraker para su plan secreto. Así Bond se intuye de que Drax fue quien ordenó robar la Moonraker para reemplazar una nave defectuosa. Luego Drax hace que Jaws lleve a Bond a una celda donde se encuentra con Goodhead. Ambos estando encerrados descubren que la celda se encuentra bajo la rampa de lanzamiento de una Moonraker pues Drax planea matarlos cuando la nave despegue. Bond usa su reloj como bomba para poder escapar por un ducto de ventilación salvándose de morir incinerados. Bond y Goodhead haciéndose pasar por dos astronautas toman una de las naves espaciales de Drax y se acoplan con la gigantesca estación espacial de Drax que es invisible al radar y desde donde lanza varias artefactos que llevan el gas que puede matar a 100 millones de personas cada una, para crear una nueva civilización para la tierra, llevando parejas de hombres y mujeres escogidos por Drax, entre ellos Jaws y Dolly y lograr conquistar el mundo. Ambos agentes llegan a un nivel donde destruyen la interferencia de radar por lo que es detectada la estación y el coronel Scott (Michael Marshall) es alertado y avisa al General Gogol (Walter Gotell) para saber si ambas potencias pusieron la estación en órbita. Scott envía un equipo de soldados a bordo de un Transbordador espacial a investigar. Bond además descubre que la nueva raza humana de Drax que habitaría la tierra solo tendría personas perfectas, lo cual no incluiría ni a Jaws ni a Dolly como nuevos pobladores. Jaws se amotina traicionado a su propio jefe y Bond desactiva la gravedad artificial evitando que destruyan la nave estadounidense que se aproxima. Varios astronautas de Drax se dirigen a destruir la nave realizando una caminata espacial y armados con armas de láser, desencadenándose una batalla espacial contra los soldados astronautas estadounidenses quienes toman la ventaja e invaden la estación espacial a la vez que reactivan la gravedad artificial y prosiguen su plan. Así 007 frustra el plan de Drax con la ayuda de Goodhead y el coronel Scott quien se une a estos y con Jaws, destruyendo poco a poco la estación espacial. Bond persigue a Drax y el villano cuando se proponía a matar al agente con una pistola láser este usa su brazalete de dardos y dispara uno de cianuro hacia Drax y activando una compuerta lo lanza al espacio exterior. Bond y Goodhead con rapidez se dirigen hacia una de las Moonraker mientras que los astronautas estadounidenses huyen de la estación que poco a poco empieza a ser destruida. Bond y Goodhead con dificultad intentan hacer que la nave despegase siendo ayudados después por Jaws. Este y su novia Dolly logran sobrevivir en un fragmento de la estación espacial. Bond y Goodhead se dirigen entonces a destruir las tres cápsulas con el gas que ya se habían disparado. Una vez destruidas las cápsulas Bond y Goodhead hacen el amor en cero gravedad siendo vistos inoportunamente por M, Scott, el ministro Gray y Q.

## Reparto
- Roger Moore como el Agente 007: Agente del MI6 británico destinado a investigar el robo de una de las Moonraker. En el rodaje de la primera escena en Brasil, Moore estaba enfermo y se le vistió en el avión para que pudiese salir vestido a tiempo para rodar la escena.
- Lois Chiles como Holly Goodhead: Doctora y agente de la CIA que ayuda a James Bond a investigar a Hugo Drax y sus planes. A Chiles se le ofreció el papel de la agente triple X en la anterior película de la serie, pero declinó el papel por cansancio.
- Michael Lonsdale como Hugo Drax: Billonario constructor de naves espaciales que quiere hacerse con el control del mundo. Para el papel de Drax se pensó en tres actores: James Mason, Louis Jourdan  y Stewart Granger.
- Richard Kiel como Jaws (en España 'Tiburón' y en Hispanoamérica 'Mandíbulas'): Asesino a sueldo partidario de los planes de Hugo Drax pero que al final se va al lado de Bond.
- Corinne Clery como Corinne Duffour: Piloto personal de Hugo Drax partidaria de los planes de James Bond.
- Bernard Lee como M: Jefe del MI6. Es la última aparición de Lee como M, debido a que fallecería víctima de cáncer de estómago. Después lo vendría a suceder Robert Brown.
- Lois Maxwell como Miss Moneypenny: Secretaria de M.
- Desmond Llewelyn como Q: Inventor que da a James Bond un brazalete con 10 dardos; 5 capaces de traspazar metales y 5 con cianuro.
- Walter Gotell como General Anatol Gogol
- Geoffrey Keen como Sir Fredrick Gray (Ministro de Defensa)

La casa donde recibe Hugo Drax al Agente 007 se muestra por segunda vez en la saga. Se mostró también en Operación Trueno.
La sede brasileña del MI6 cuando llega vestido de gaucho, es en realidad una placita semidesconocida de lo poco que queda de la Río de Janeiro Colonial, se llama "Largo do Botegario" en el barrio de Cosme Viejo (En portugués = Beco do Boticário, Cosme Velho) y los interiores y relativo quiosco, fueron rodado en la iglesia de San Nicoló en el Lido de Venecia.
La mansión selvática de Drax muestra un templo, no es nada más ni menos que el Gran Jaguar, una de las pirámides más importantes del Parque arqueológico de Tikal en Guatemala, que ya había sido usado también en Star Wars: Episode IV - A New Hope, a pesar de que está a miles de kilómetros de distancia de Brasil.

### Cameos
- Albert R. Broccoli: Aparece en la primera escena de Venecia junto a su mujer Dana Broccoli.
- Lewis Gilbert: El director aparece en una de las escenas en las que James Bond escapa de sus enemigos.
- Melinda Maxwell: La hija de Lois Maxwell aparece en un papel como extra en la película, como una de las chicas de Drax.
- Jean Tournier: El director de fotografía aparece como el hombre que está pintando un cuadro en la plaza de San Marcos.
- Michael G.Wilson: Aparece en tres ocasiones: dos en Venecia y una como técnico de la NASA.

## Equipo de la película
- Director: Lewis Gilbert
- Ayudante de Director: Michel Cheyko
- Diseño de Producción: Ken Adam
- Guionista: Christopher Wood
- Fotografía: Jean Tournier
- Música: John Barry
- Cantante del tema principal de la película: Shirley Bassey
- Editor: John Glen
- Efectos especiales: John Richardson y John Evans
- Especialistas: Bob Simmons y Claude Carliez
- Vestuario: Jacques Fonteray
- Director Artístico: Max Douy
- Reparto: Margot Capellier

## Banda sonora
John Barry utilizó por última vez la música de 007.
- 1. Main Titles: Moonraker - Shirley Bassey
- 2. Space Lazer Battle
- 3. Miss Goodhead Meets Bond
- 4. Cable Car and Snake Fight
- 5. Bond Lured to Pyramid
- 6. Flight into Space
- 7. Bond Arrives in Rio and Boat Chase
- 8. Centrifuge and Corrine Put Down
- 9. Bond Smells a Rat
- 10. End Titles: Moonraker - Shirley Bassey

La trompeta en la escena de caza en la mansión de Drax interpreta el principio de Así habló Zaratustra, como en 2001, una Odisea en el espacio. El código de apertura de una puerta del centro de Drax en Venecia se activa con la melodía de la montaña de "Encuentros Cercanos del Tercer Tipo". La música de la escena en la que se ve a Bond en los alrededores de la sede brasileña del MI6 es una pieza del compositor Elmer Bernstein.